# Elías Umeres
Elías Ezequiel Umeres (Cafferata, 10 dicembre 1995) è un calciatore argentino, attaccante del Cacahuatique.

## Caratteristiche tecniche
È un'ala sinistra.

## Carriera
Cresciuto nel settore giovanile dell'Estudiantes (LP), ha esordito in prima squadra il 18 aprile 2015 disputando l'incontro di Primera División pareggiato 1-1 contro il Rosario Central.